# Mistica islamică
În islam, curentul „mistic” poartă numele de tasawwuf, care înseamnă la origine, „a purta veșminte de lână”, devenind mai apoi ascet, fiind vorba de lână aspră, urmând a deveni sufi mistic. Așadar, sufismul înseamnă mistica islamică. Cercetătorii europeni au acordat mai mult interes fenomenului mistic în islam, pentru că au găsit una dintre cele mai pregnante expresii ale experienței întâlnirii și comunicării directe între credincios și divinitate, comunicare ce constituie esența misticismului de pretutindeni. Treptat, cercetătorii europeni au formulat ipoteze privind influenta neoplatonismului grecesc asupra formării doctrine mistice în islam, privind influențe despre zoroastrism, hinduism, budism, monahismul creștin, etc. Din perspectiva musulmanilor, obsesia unor origini străine ale misticismului islamic trădează o concepție schematic a islamului ca religie simplă, menită să impună prin forță o anumită ordine socială și incapabilă să ofere o dimensiune spiritual proprie. Pentru musulmani, sufismul înseamnă a urma o anumită cale bazată pe Coran și pe practică Profetului, în scopul de a dobândi cunoașterea iluminativă.

## Misticism și confrerii
Se spune că din punct de vedere doctrinar, misticismul islamic încearcă să extragă toate semnificațiile din șahada, mărturia de credință, și să imite exemplul oferit de viața Profetului, ca prototip al spiritualității islamice. Există o direcție intelectuală a misticii, preocupată de înțelegerea și explicarea Unității Ființei, de identificare a eului individual cu eul transcendental, și o direcție  popular care pune accent pe practicile ascetic sau chiar automutilante, așa cum sunt ele promovate de unele confrerii. Este vorba doar de accent, deoarece în ambele direcții obiectivul final este același, iar asceza face parte integrantă din metodele pentru atingerea lui. Doctrina mistică nu este filosofie în concepția misticilor islamului, ci înțelepciune (hikma) adică nu ține de rațiune, ci de intelect. Aceasta viziune contemplative asupra naturii lucrurilor nu este la îndemâna oricui, de aceea doctrina este accesibilă doar putinilor aleși. Simbolurile și metaforele de origine coranica, nu pot fi înțelese în profunzime de orice credincios. Există o ambiguitate a limbajului misticilor, care se manifestă mai ales în poezii. Coincidență limbajului iubirii pământene cu cel al iubirii mistice nu este caracteristica islamului, însă este pregnanta. De altfel, se spune că poemele de dragoste ale celebrului Ibn Arabi, născut în Spania în anul 1165, ar fi fost dedicate inițial unei frumoase și învățate femei, cunoscută la Mecca în anul 1214, dar că autorul ar fi scris un comentariu în anul următor, în care le explică în sens mistic. 
Ambiguitatea limbajului unor poezii consecrate vinului sau finite iubite, este asumată de poeți mistici arabi, că: Ibn Farid (1182, 1235), persani  de pildă Hafez (1326, 1390) și de alții care au scris în limbi iraniene, altele decât persana (kurda, pashto) sau în bengali, urdu, malaeză, etc.
	

Există o mare literatură sufită în turcă: printre cei mai cunoscuți poeți îi menționăm pe Nesimi (sec. IX), ars de viu la Alep, pentru ideile pe care le profesa, și Nyazi (sec. XI) . Unul dintre marii mistici ai islamului (și marele martir al islamului, denumire sub care l-a consacrat în Europa cartea lui Masignon). Al Hallaj, a scris și versuri. 
	

Atitudinea misticului este opusă unui literalism, după care singurul lucru care contează pentru salvare este îndeplinirea strictă a obligațiilor rituale. Misticii au protestat față de încercarea de a se opune „ legea” căii spirituale a misticului, căci Legea Divină este cea oin virtutea căreia un om este musulman, condiție pentru orice exercițiu spiritual. Pentru a explica relația dintre shari’a și calea mistică, unii mistici utilizează simbolul geometric al cercului; din orice punct din spațiu se poate construe un cerc care are o circumferințe. Fiecare punct al circumferinței este legat de centru printr-o linie. Circumferința simbolizează shari’a care unește întreaga comunitate islamică, iar raza cercului este „calea” (tariqa) de acces către Centru. Există nenumărate cai posibile de acces către Centru, sau către Adevăr: misticii sunt cei care, prin temperament, prin structura, nu se mulțumesc doar să reflecte acest Centru, ci încearcă să și ajungă la El. 
	

Deși, teoretic, există atâtea ca căi de acces la Adevăr, câți oameni sunt, în practică, s-a ajuns la constituirea unor ordine religioase, cu rituri specifice, care se revendică de la un inițiator al cărui nume îl poartă. Acest întemeietor, considerat un fel de sfânt, se numește marabut – de unde și mișcarea, în întregul ei se numește marabutism. Adepții acestor ordine duc o viață semi monahala (unii periodic, alții tot timpul) într-un fel de mănăstiri, ribat, construite, în general, în apropierea mormântului întemeietorului. Întemeietorul este comemorat în fiecare an la Mawlid  „aniversarea nașterii”: mormântul său este sursa de baraka, „grație”, „binecuvântare”, și, de aceea, obiect de pelerinaj. 
	

Confreriile religioase adăugă rituri suplimentare celor comune în islam, veghe, post, invocări repetate de 100 sau de 1000 de ori ale unuia dintre numele lui Allah, ședințe de zikr „litanii”, chiar dansuri rituale, și poarta costume caracteristice. Unii utilizează stimulente: cafea, hașiș, alții se dedau la practice acrobatice sau de automutilare. Numărul lor este în descreștere, chiar în zonele unde au avut o largă răspândire (în Nordul Africii, de pildă). Cea mai răspândită confrerie din zilele noastre este Kadiryya, (în Iraq, Turcia, Sudan,Nordul Africii, etc). Se apreciază că numărul membrilor în confrerii nu depășește în nici o țară 3% din numărul total al musulmanilor. 
	

Este locul să menționăm varietatea credințelor și practicilor înglobate sub numele de sufism, de la misticismul ultraspiritualizat al unui Al Gazali, acceptat de islamul oficial, până la misticismul deviat spre cultul sfinților, total dezavuat de ortodocsism, sau degradat în pracrtici de automutilare ori de acrobație. Aceste practice au făcut că, în diverse limbi europene, numele de fakir, (faqir) înseamnă la origine sărac, să ajungă să denumească pe cel care se deda unor exerciții greu sau imposibil de realizat pentru alții, (înghite săbii, sta pe cuie, etc), iar numele de dervish (cel care exprimă în persona același lucru ca faqir, deci „membru al unei confrerii”) să fie asociat mai ales cu dervișii învârtitori. Trebuie spus că în limbile popoarelor islamului, un  fachir, nu este numit sufi: un mistic adevărat, un sufi, este cel care a atins punctual final al drumului, uniunea extatică cu Divinitatea. 
	

Misticii islamului nu resping ideea că demersul lor se aseamănă cu cel al misticilor aparținând altor religii: chiar împrumuturile de formulări sunt considerate ca justificate în această idee. 
	

Atitudinea islamului oficial față de misticism, a variat în diferite epoci și în funcție de diferitele direcții în cadrul sufismului însuși. Unii vorbesc despre o opoziție care ar exista permanent în islam, ca și în alte religii, între exoterism și esoterism, între literalism și spiritualism, între explicare și interpretare alegorică. Trebuie spus însă că această opoziție considerate de unii firească, a putut să ducă la executarea lui Al Hallaj, vinovat de a fi asociat, ca un politeist, eul său individual lui Dumnezeu. 
	

Cu toate acestea, majoritatea musulmanilor îl considera pe sufi, un musulman pios, respectat chiar dacă nu toate convingerile și practicile sale sunt înțelese pe deplin. 
	

Se poate pune întrebarea dacă există vreo legătură între sufism și șiism, cu alte cuvinte, dacă există o predielctie specială a șiiților pentru misticism. Cu toate că este vorba de relații foarte complexe, se poate răspunde afirmativ la întrebare, în măsura în care interpretarea mai esoteric a Revelației în șiism este apropiată de cea a misticilor. S-a vorbit, pe de altă parte, despre înclinația pentru sufism existent în anumite zone ale teritoriului islamului, pornindu-se și de la faptul că în regiunile respective islamul a pătruns la început sub forma sufismului, și este vorba de unele zone din India, sud estul Asiei și din Africa. Este denotat, de asemenea, că unii occidentali se convertesc astăzi la islam, prin ceea ce își imaginează a fi sufismul zilelor noastre, adică o mișcare religioasă în stare să exprime în cea mai pură forma dimensiunea spiritual ce pare a lipsi unei societăți occidentale reci, materialiste, fără ideal.

## Ascetism și mistică islamică
Fără îndoială că sentimental mistic „nu poate fi apanajul exclusiv al unui neam, al unei limbi al unei națiuni”. În multe locuri, Coranul afirma că nu este decât o versiune, spre folosul arabilor și în limba lor, a mării revelații, care a dat naștere religiilor monoteiste. Mai multe versete nu sunt decât preluări și reminiscente din scripturi, adaptate în aceeași măsură ca și legendele profetice care apar în Coran. Multe transmit cu fermitate teamă de Dumnezeu și de judecata lui, care se găsește la temelia oricărei asceze adevărate. Alte pasaje coranice subliniază superioritatea intenției în viața morală și religioasă. 	
	

Aceste texte considerate de credincios ca inspirate, texte pe care le recita și la care meditează cu smerenie, puteau conduce la încercări de interiorizare, puteau eleva treptat- așa cum vom vedea în cazul lui Al Gazali- până la rugăciunea minții . Sufitul Hawwas (Ibrahim Bagdadi Hawwas, născut la Bagdad de origine iraniană, a fost șeful Școlii mistice din Horasan, și unul dintre cei mai mari poeți sufiți), simțindu-se rece la lectura Coranului, și-a imaginat că auzea cum îl recita Muhammad, apoi arhanghelul Gabriel, în fine, Allah însuși, și de fiecare dată simțea cuprinzându-l o cucernicie și mai mare, o trăire și mai profundă. Totuși, cu textul său alcătuit în ansamblu din dispoziții legale, proclamații militare, și îndemnuri împotriva necredincioșilor, Coranul nu pare să fie menit a stimuli sensibilitatea interioară și propriu zis duhovnicească. El ignora coruperea naturii umane, și nu declară nicăieri război „omului vechi” pentru a-l preamări pe „cel nou”. Necesitatea acestei lupte, o axiomă a ascestismului creștin, precum și dogma păcatului originar, îi par ortodoxiei musulmane „iluzii diabolice”, talbis iblis (veșmântul diavolului), cum se pare că s-a exprimat hanbalitul Ibn Jawzi, inamicul sufiților inclusiv al lui Al Gazali. Aceasta carență de viața interioară ca și predominant elementului juridic în islamul oficial nu puteau să mulțumească toate conștiințele și nici să convină neofiților musulmani, veniți din monoteismele cunoscute. Din educația lor religioasă anterioară, ei au reținut amintirea unui alt ideal ca o nostalgie a perfecțiunii și a ascensiunii duhovnicești. Aceste minți mai rafinate nu au întârziat să se simtă strâmtorate în interiorul unui dogmatism rigid, fără strălucire liturgică; o religie a războinicilor și păstorilor, potrivită societăților patriarhale a Arabiei prehegiriene. Formalismul exterior al shari’ei, legislația minuțios elaborată de școlile ortodoxe nu ținea seama în nici un fel de sensibilitatea și blândețea duhovnicească pe care Coranul le lăudase la creștini.